# Europäisches Forum für Urbane Sicherheit
Das Europäische Forum für Urbane Sicherheit (EFUS) ist ein französischer Verein mit Sitz in Paris.
Die Nichtregierungsorganisation unterhält Büros Brüssel und Budapest, die 1987 in Barcelona unter der Schirmherrschaft des Europarat gegründet wurde. Die Denkfabrik dient der Vernetzung und Kooperation zwischen mehr als 300 europäischen Städten zur Stärkung der Sicherheits- und Präventionspolitiken. Es wird von einem „Executive Committee“ von 21 Städten geführt. Nationale Foren wurden in Frankreich, Italien, Belgien, Luxemburg, Spanien, Portugal und Deutschland gegründet. Der ähnliche Ziele verfolgende Deutsche Präventionstag ist seit 2009 offiziell assoziiertes Mitglied.
Es fördert die Rolle von Kommunalverwaltungen auf nationaler und europäischer Ebene und unterstützt die Kontakte zwischen europäischen Städten und Regionen durch Erfahrungsaustausch, Zusammenarbeit und Fortbildung durch eine enge Zusammenarbeit der Verwaltungen und Präventionsgremien auf lokaler, nationaler, Europäischer und internationaler Ebene. Damit dies in der Umsetzung nicht zum Ausschluss oder der Ausgrenzung von bestimmten sozialen Gruppen führt, gehört die Beachtung der Menschenrechte zu seinen fundamentalen Grundlagen. Die Grundsätze des Forums sind im Städte-Manifest von Zaragoza „Security, Democracy and Cities“ (2006) dargelegt.
Das Ziel der gemeinsamen Aktivitäten ist die kommunale Kriminalprävention und der soziale Zusammenhalt. Das Projekt „Innovative Strategies for the Prevention of Reoffending“ entwickelt Innovative Strategien zur Prävention von Wiederholungsstraftaten.
Das Forum ist Mitglied im „Civil Society Forum on Drugs“ (Zivilgesellschaftliches Drogenforum) und der Expertengruppe der Europäischen Kommission „Trafficking in Human beings“ (Menschenhandel) und der Gruppe „Policy need for data on crime and criminal justice“ („Für Daten der Kriminalität und Strafjustiz wird ein Regelwerk benötigt“) und ist Teil des Kriminalitätspräventionsnetzwerkes der Europäischen Union. Im Feld der Kriminalprävention hat es einen Berater-Status bei den Vereinten Nationen, dem Europarat, und der Europäischen Kommission. 1998 war das Forum Preisträger der „Scroll of Honour“ Auszeichnung des UN-HABITAT. Das Forum ist Gründungsmitglied des International Centre for the Prevention of Crime (ICPC).